# Aricia striata
Aricia striata är en fjärilsart som beskrevs av Curtis 1933. Aricia striata ingår i släktet Aricia och familjen juvelvingar. Inga underarter finns listade i Catalogue of Life.